# Hășmaș, Arad
Hășmaș (în maghiară: Bélhagymás) este satul de reședință al comunei cu același nume din județul Arad, Crișana, România.

## Așezare
Localitatea Hășmaș este situată în nordul Depresiunii Ineu, la contactul Dealurilor Cărandului cu Dealurile Mărăușului și Munții Codru-Moma, pe Râul Hășmaș, la o distanță de 87 km față de municipiul Arad.

## Istoric
Prima atestare documentară a localității Hășmaș datează din anul 1359. 

## Economia
Economia este una predominant agrară, populația ocupându-se cu creșterea animalelor, cultura cerealelor și
pomicultura. Activitățile silvice și de prelucrare a lemnului au și ele o bună reprezentare în spectrul economic al așezării.